# Road to Morocco
 Road to Morocco és una pel·lícula estatunidenca dirigida per David Butler, estrenada el 1942.

## Argument
Jeff (Bing Crosby) i Turkey (Bob Hope), dos amics a la deriva en una balsa en el Mediterrani, naufraguen en  una platja deserta i salten a la gropa d'un camell per després arribar a una ciutat on Jeff ven Turkey com esclau per falta de diners. Jeff, penedint-se d'haver-lo venut, va a cercar Turkey i, veient que aquest ha estat venut a la bellissima princesa Shalmar de Karameesh, que a més el fa viure en el luxe, vol prendre-li el lloc. Però no han entès que el potent cap del desert Mullay Kassim té dibuixos sobre la princesa...

## Producció
La pel·lícula va ser produïda per la Paramount Pictures i va ser rodada del 25 de febrer al 23 d'abril de 1942, a Califòrnia, a Imperial County i en els estudis de la Paramount al 5555 de Melrose Avenue a Hollywood. Les escenes del desert han estat rodades a Arizona, en la zona de Yuma.

## Repartiment
- Bing Crosby: Jeff Peters
- Bob Hope: Orville 'Turkey' Jackson/Tante Lucy
- Dorothy Lamour: Princesa Shalmar
- Anthony Quinn: Mullay Kasim
- Dona Drake: Mihirmah
- Vladimir Sokoloff: Hyder Khan
- Mikhail Rasumny: Ahmed Fey
- George Givot: Neb Jolla
- Yvonne De Carlo: Serventa
- Nestor Paiva (no surt als crèdits): Venedor de salsitxes

## Nominacions
- 1943. Oscar al millor guió original per Frank Butler i Don Hartman
- 1943. Oscar a la millor edició de so per Loren L. Ryder (Paramount SSD)